# Alexander Bonde

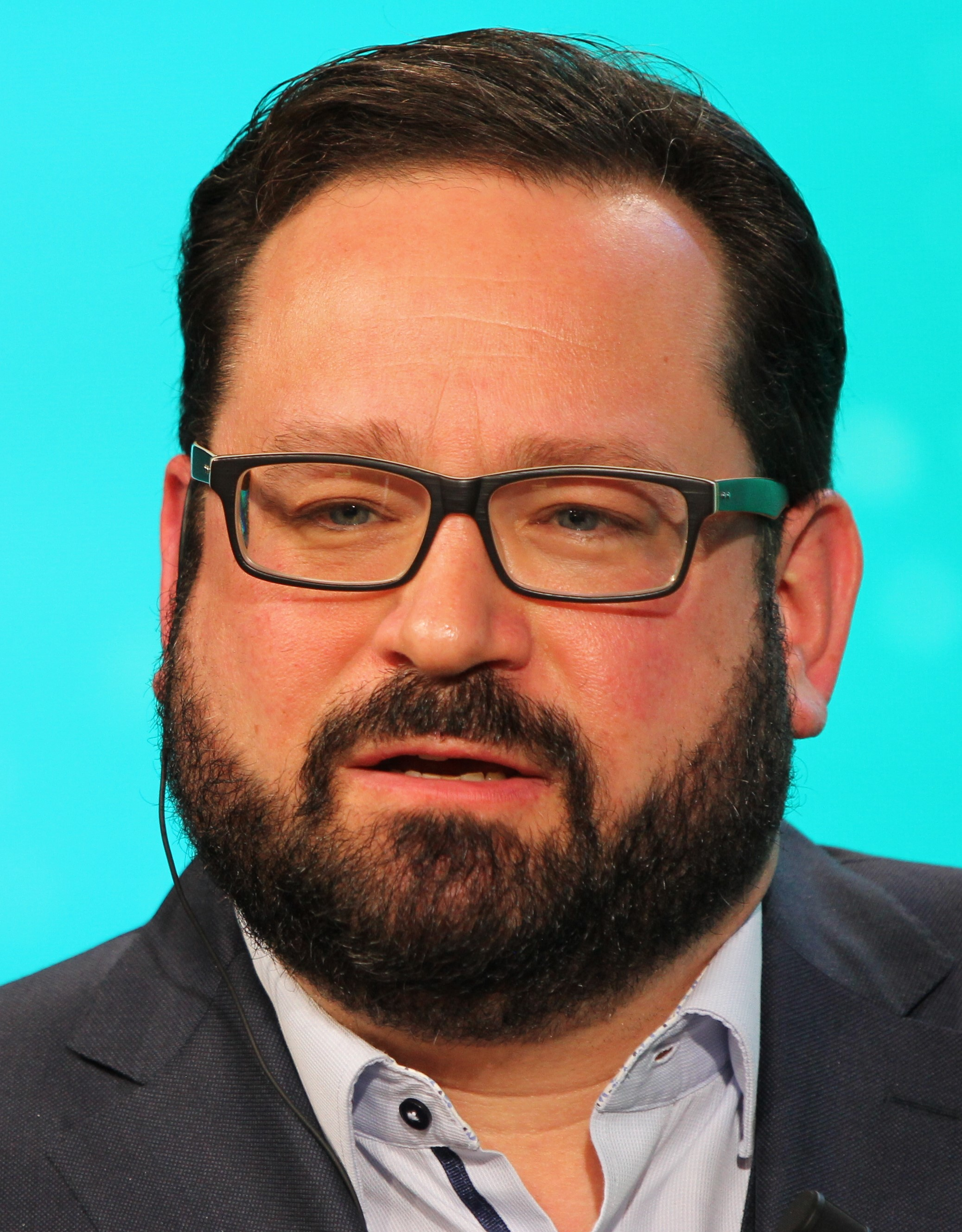
Alexander Bonde (2021)

Alexander Bonde (* 12. Januar 1975 in Freiburg im Breisgau) ist ein deutscher Stiftungsmanager und ehemaliger Politiker (Bündnis 90/Die Grünen). Seit Februar 2018 ist er Generalsekretär der Deutschen Bundesstiftung Umwelt. Zuvor war er im Kabinett Kretschmann I von Mai 2011 bis Mai 2016 Landesminister für Ländlichen Raum und Verbraucherschutz Baden-Württemberg.

## Leben und Beruf
Während seiner Schulzeit war Bonde als Stipendiat des Parlamentarischen Patenschaftsprogramms des US-Kongresses und des Deutschen Bundestags an der Kahuku High School auf Hawaii und erwarb dort 1993 das High School Diploma. Nach dem Abitur 1995 am Theodor-Heuss-Gymnasium in Freiburg leistete Bonde Zivildienst als Betreuer von Schwerstbehinderten und begann anschließend 1996 ein Studium der Rechtswissenschaft an der Albert-Ludwigs-Universität Freiburg. 1999 wechselte er für ein Studium zum Diplom-Verwaltungswirt (FH) an die Fachhochschule für öffentliche Verwaltung des Landes Baden-Württemberg in Kehl, das er 2001 aufgab, um als persönlicher Referent der baden-württembergischen Landtagsabgeordneten Heike Dederer (damals Grüne) sowie als Kampagnenleiter für verschiedene Bürgermeisterwahlkämpfe tätig werden zu können. Die Wahlkampfagentur public-office – Wahlmanagement & Strategieentwicklung GbR, die Bonde mit einem Kollegen dazu 2002 aufgebaut hatte, wurde nach seiner Wahl in den Bundestag noch im selben Jahr aufgelöst.
Bonde ist evangelisch und mit der CDU-Politikerin Conny Mayer-Bonde verheiratet. Die beiden haben zwei Söhne und eine Tochter und leben im Baiersbronner Ortsteil Mitteltal.
Bonde war während seiner Zeit als Minister Präsident des Tourismusverbands Baden-Württemberg und Aufsichtsratsvorsitzender der Badischen Staatsbrauerei Rothaus.
Am 30. November 2017 bestellte das Kuratorium der Deutsche Bundesstiftung Umwelt Bonde zum Generalsekretär. Seit dem 1. Februar 2018 ist er damit Leiter der Geschäftsstelle der DBU. Seit 2018 ist er zudem Mitglied im Nachhaltigkeitsbeirat von Vodafone.

## Partei

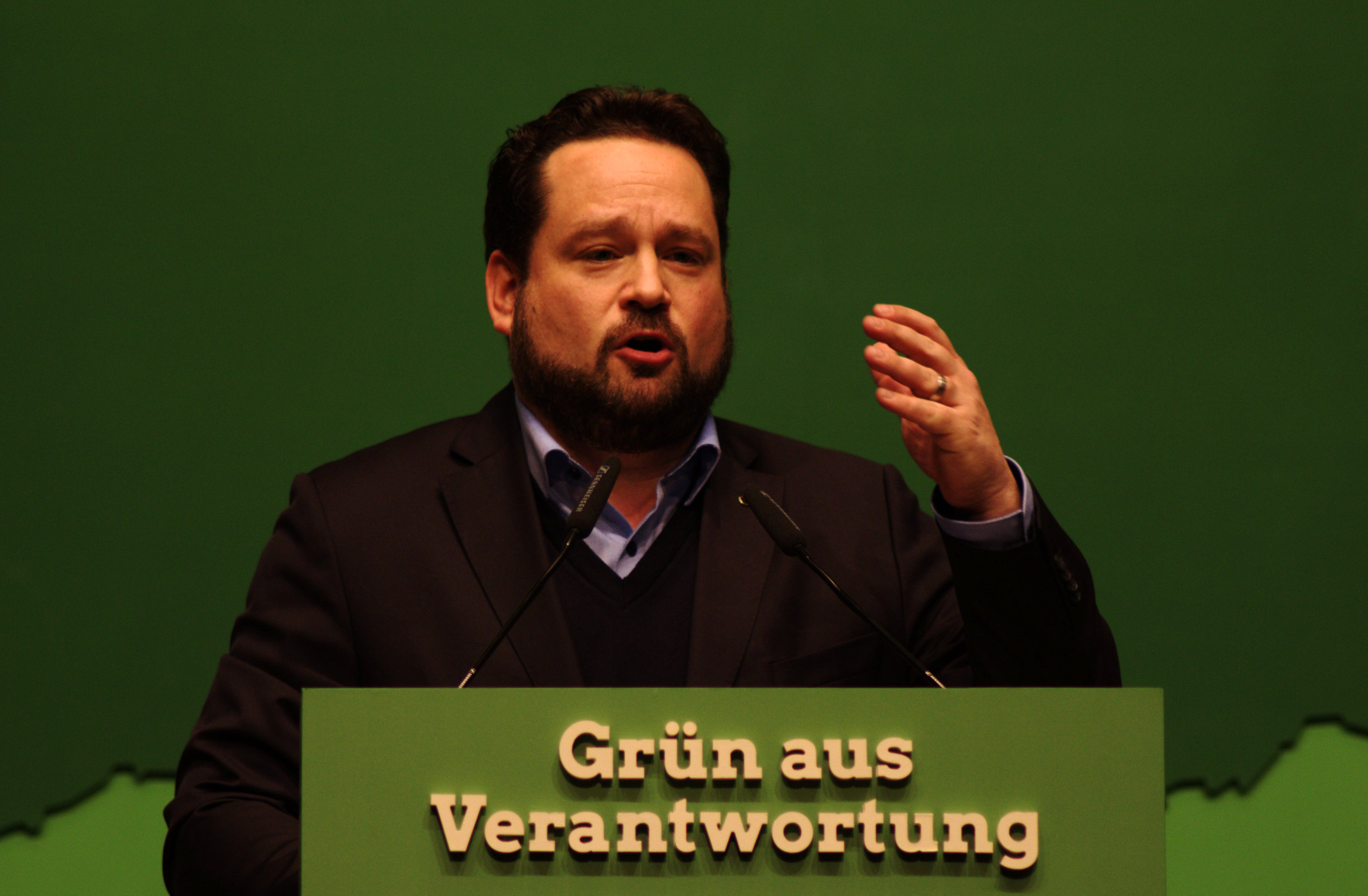
Bonde auf dem Parteitag der Grünen in Reutlingen (2015)

Bondes politisches Engagement begann u. a. als Sprecher der Regionalen Schülervertretung in Freiburg im Breisgau. Von 1994 bis 1996 war er Vorsitzender des Landesschülerbeirats Baden-Württemberg, in den er als Vertreter der südbadischen Gymnasien gewählt worden war. Während des Studiums wurde er zwei Mal für das Bündnis der unabhängigen Fachschaften in den Großen Senat der Universität Freiburg und damit in den Allgemeinen Studierenden Ausschuss gewählt.
Bonde wurde als Schüler 1993 Mitglied bei Bündnis 90/Die Grünen. Er engagierte sich zunächst in der Grünen Jugend und gehörte von 1993 bis 1996 sowie von 1997 bis 1998 deren Landesvorstand in Baden-Württemberg an. Von 1994 bis 1995 war er außerdem Mitglied im Bundesvorstand der Grünen Jugend und von 1998 bis 2001 Landesvorsitzender der Grünen Jugend in Baden-Württemberg. Von 1995 bis 1997 war und seit 1999 ist Bonde Mitglied des Landesvorstandes der Grünen in Baden-Württemberg.
Auf Bundesebene gelang Bonde 2013 knapp der Einzug in den Parteirat, ein Gremium zur Beratung des Bundesvorstands. Er erhielt 50,8 % der Stimmen und setzte sich damit knapp gegen den damaligen Fraktionsvorsitzenden der Grünen im Landtag von Rheinland-Pfalz, Daniel Köbler, durch. Zwei Jahre später scheiterte Bonde auf dem Bundesparteitag der Grünen in Halle 2015 allerdings mit seiner erneuten Kandidatur für das Gremium und schied aus dem Parteirat aus.

## Abgeordneter
Von 2002 bis 2011 war Bonde Mitglied des Deutschen Bundestages. Hier war er zuletzt Mitglied im Haushaltsausschuss und Fraktionssprecher und Obmann der Grünen für Haushaltspolitik. Außerdem war er stellvertretender Vorsitzender der USA-Parlamentariergruppe des Deutschen Bundestages und stellvertretendes Mitglied im Verteidigungsausschuss, dem er bis Anfang 2008 als ordentliches Mitglied angehörte. Ab Oktober 2009 war er zudem stellvertretendes Mitglied im Ausschuss für Landwirtschaft, Ernährung und Verbraucherschutz.
Seit November 2008 war Bonde Mitglied im Gremium zum Finanzmarktstabilisierungsfonds gem. §10a des Finanzmarktstabilisierungsgesetzes, das in geheimen Sitzungen die Arbeit des 480 Mrd. Euro schweren Sonderfonds Finanzmarktstabilisierung (SoFFin) kontrolliert. Das Gremium soll außerdem die zukünftige Finanzmarktpolitik mit entwickeln.
Bonde ist stets über die Landesliste Baden-Württemberg in den Bundestag eingezogen und trat jeweils auch im Wahlkreis 284 Emmendingen-Lahr als Direktkandidat an. Bei der Bundestagswahl 2002 rückte er für Cem Özdemir nach, der zwar auf der Liste aufgestellt war, sein Mandat aber aufgrund der Bonusmeilen-Affäre nicht angenommen hatte. Bei der Listenaufstellung der baden-württembergischen Grünen für die Bundestagswahl 2005 schlug er auf Platz 4 Oswald Metzger. Bei der Landesliste für die Bundestagswahl 2009 setzte er sich am 11. Oktober 2008 auf Platz 8 gegen den designierten Bundesvorsitzenden Cem Özdemir durch. Mit der Übernahme des Ministeramts in Baden-Württemberg legte Bonde sein Bundestagsmandat 2011 nieder. Für ihn rückte Harald Ebner in den Bundestag nach.
2015 kündigte Bonde an, bei der Landtagswahl im März 2016 gegen seinen Parteifreund Reinhold Pix um den Wahlkreis Freiburg I zu kandidieren; diese Ankündigung zog er nach einer heftigen innerparteilichen Auseinandersetzung bald zurück.

## Landesminister und Rückzug aus Spitzenämtern
Am 12. Mai 2011 wurde Bonde Mitglied des Kabinetts Kretschmanns als Minister für Ländlichen Raum und Verbraucherschutz.
Während seiner Amtszeit trieb Bonde die Einrichtung des ersten Nationalparks in Baden-Württemberg voran. Zudem setzte er sich erfolgreich für eine Verhinderung des Einsatzes gentechnisch veränderter Pflanzen in der Landwirtschaft ein, modernisierte das baden-württembergische Jagdgesetz und brachte ein modernes Verbandsklagerecht auf den Weg. Weiter hat er bereits 2011 darauf hingewirkt, dass die Landkreise in Baden-Württemberg Landschaftspflegeverbände gründen. Den Trägervereinen bzw. den Landratsämtern hat das Land dabei finanzielle Mittel für Mitarbeiter zur Verfügung gestellt. Nachdem es 2011 in Baden-Württemberg nur sechs Landschaftspflegeverbände gegeben hatte, bestanden Ende 2015 in 31 Landkreisen LEV.
Nach der Landtagswahl 2016 erklärte Bonde, für das Ministeramt und andere Spitzenämter nicht mehr zur Verfügung zu stehen. Kurz zuvor hatte die damals 26-jährige Grünen-Landtagskandidatin Kerstin Lamparter bekanntgemacht, es habe fast drei Jahre lang eine Affäre zwischen ihr und Bonde gegeben.
Nach einer einjährigen Karenzzeit arbeitete Bonde bei der Berliner Unternehmensberatung DWR eco als Senior Advisor in der Strategieberatung für Cleantech-Unternehmen und Startups. Am 1. Dezember 2017 verkündete die Parlamentarische Staatssekretärin im Bundesministerium für Umwelt, Naturschutz, Bau und Reaktorsicherheit, Rita Schwarzelühr-Sutter (SPD), dass Bonde vom Kuratorium der Deutschen Bundesstiftung Umwelt zum Generalsekretär gewählt wurde. Am 1. Februar 2018 trat er das Amt in Osnabrück an.

## Generalsekretär der Deutschen Bundesstiftung Umwelt
Alexander Bonde leitet seit dem 1. Februar 2018 als Generalsekretär die Geschäftsstelle der Deutschen Bundesstiftung Umwelt (DBU).
Unter seiner Leitung wurde der Mittelstandsbezug der Arbeit DBU fortgesetzt: Alexander Bonde im Interview des Deutschlandfunks: „Man könnte sagen, wir sind ein bisschen Bob der Baumeister der Umweltbewegung, denn uns geht es immer darum, mit einem neuen Geschäftsmodell, einer Technologie, oder aber auch einem Kommunikations- und Bildungsvorhaben ganz konkret was Nachmachbares zu generieren, womit man Umweltprobleme löst. Insofern sind wir ganz nah natürlich irgendwie dran an Fragen: Wie können wir zum Beispiel die Energiewende weiter voranbringen mit neuen Entwicklungen? Wie können wir die Digitalisierung nutzen, um mit neuen Technologien und Geschäftsfeldern nachhaltiger zu wirtschaften?“
Als ein neues Schwerpunktthema wurde die Förderung von Startups in die Tätigkeit der Deutschen Bundesstiftung Umwelt aufgenommen.
Im November 2024 wurde durch eine Zustiftung des Bundes in Höhe von 400 Millionen Euro das Förderthema Meeresnaturschutzfonds in den Aufgabenbereich der DBU übernommen. Aus diesem Kapital werden Projekte zum Schutz der Meeresnatur von Nord- und Ostsee künftig mit jährlich etwa zehn Millionen Euro unterstützt. Die Mittel für diesen Meeresnaturschutzfonds stammen aus Ausgleichszahlungen für den Ausbau der Offshore-Windenergie, die durch das Windenergie-auf-See-Gesetz vorgeschrieben sind.
Weitere Schwerpunktthemen der Deutschen Bundesstiftung Umwelt unter der Führung von Alexander Bonde waren die Themen Coronafolgen und Nachhaltigkeit, Klimaschutz, Circular Economy sowie der Naturschutz, insbesondere auch im Bezug zum Klimaschutz und den Folgen von Hitze und Dürre für die Wälder sowie die Speicherfunktionen für Kohlendioxid.